# Maxi (magazine)
Pour les articles homonymes, voir Maxi.
Maxi est un magazine hebdomadaire français féminin créé en 1986 et publié par les Éditions Bauer.

## Historique
Le 8 avril 2013, Maxi lance une nouvelle formule « plus épurée, plus structurée et plus colorée » qu'il propose désormais aussi en format de poche à 1,20 euro (contre 1,30 euro pour le format standard).

## Diffusion
| Année                  | 2002    | 2003    | 2004    | 2005    | 2006 | 2007 | 2008    | 2009    | 2010    | 2011    | 2012    |
| ---------------------- | ------- | ------- | ------- | ------- | ---- | ---- | ------- | ------- | ------- | ------- | ------- |
| Diffusion France payée | 533 572 | 484 146 | 454 454 | 459 685 | –    | –    | 469 154 | 464 961 | 458 566 | 433 520 | 412 140 |
| Diffusion totale       | –       | –       | –       | –       | –    | –    | 489 064 | 487 090 | 478 008 | 452 308 | 429 897 |

## Titres annexes
- Les Jeux de Maxi
- Maxi Cuisine